# Gaetano Bastianelli
Gaetano Bastianelli detto Gano di Catera (Siena, 27 giugno 1834 – Siena, 11 novembre 1908) è stato un fantino italiano.

## Biografia
Prese parte al Palio di Siena in trentuno occasioni tra il 1853 e il 1886, vincendo una volta: il 4 luglio 1858 per l'Oca.
Nel luglio dell'anno precedente fu suo malgrado vittima dell'ostracismo che le Contrade di Siena avevano messo in atto nei confronti della Contrada della Tartuca, per via dei colori di quest'ultima, troppo simili a quelli della Casa d'Asburgo. In occasione del Palio del 2 luglio il fantino Donato Partini detto Partino Minore, della Lupa, lo nerbò violentemente sotto compenso di 45 lire: Gano di Catera fu ostacolato proprio mentre era in seconda posizione alla curva del Casato. Così riportò Flaminio Rossi nel suo libro "Le Contrade di Siena" (1848):
(F. Rossi, Le Contrade di Siena)
Morì a Siena all'età di 74 anni, a causa di un grave scompenso cardiaco.

## Presenze al Palio di Siena
| Palio          | Contrada     | Cavallo                  | Note   |
| -------------- | ------------ | ------------------------ | ------ |
| 3 luglio 1853  | Chiocciola   | Baio di L. Rigaccini     | scosso |
| 15 agosto 1856 | Leocorno     | Morello di V. Piazzesi   |        |
| 17 agosto 1856 | Nicchio      | Morello di V. Piazzesi   |        |
| 2 luglio 1857  | Tartuca      | Morello di R. Bardini    |        |
| 16 agosto 1856 | Oca          | Morello di V. Piazzesi   |        |
| 4 luglio 1858  | Oca          | Trattienti               |        |
| 16 agosto 1858 | Tartuca      | Morello di S. Rogani     |        |
| 27 aprile 1860 | Civetta      | Morello di G. Ciabattini |        |
| 2 luglio 1860  | Lupa         | Morello di F. Bandini    |        |
| 16 agosto 1860 | Oca          | Morello di V. Piazzesi   |        |
| 2 giugno 1861  | Onda         | Morello di G. Donati     |        |
| 15 agosto 1862 | Civetta      | Morello di S. Franci     |        |
| 3 luglio 1864  | Valdimontone | Baio di G. Gigli         |        |
| 15 agosto 1864 | Aquila       | Morello di G. Merlotti   |        |
| 16 agosto 1865 | Selva        | Morello di L. Grandi     |        |
| 2 luglio 1868  | Selva        | Morello di S. Franci     |        |
| 4 luglio 1869  | Drago        | Morello di S. Merlotti   |        |
| 17 agosto 1869 | Selva        | Morello di M. Guerrini   |        |
| 3 luglio 1870  | Civetta      | Baio di G. Corradeschi   | scosso |
| 2 luglio 1871  | Istrice      | Baio di G. Bianciardi    |        |
| 2 luglio 1872  | Pantera      | Morello di G. B. Grandi  |        |
| 2 luglio 1876  | Oca          | Grigio di L. Pisani      |        |
| 16 agosto 1876 | Oca          | Baio di A. Fanetti       |        |
| 16 agosto 1877 | Istrice      | Baio di G. Cresti        |        |
| 2 luglio 1878  | Oca          | Baio di G. Bartali       |        |
| 3 luglio 1882  | Selva        | Morello di R. Bellini    |        |
| 16 agosto 1882 | Selva        | Morello di T. Sarrocchi  |        |
| 2 luglio 1883  | Chiocciola   | Baio di G. Corradeschi   | scosso |
| 2 luglio 1884  | Selva        | Morello di R. Bellini    |        |
| 16 agosto 1885 | Pantera      | Morello di O. Ricci      |        |
| 4 luglio 1886  | Selva        | Baio di F. Fusi          |        |